# Monika Hohmann (Politikerin)

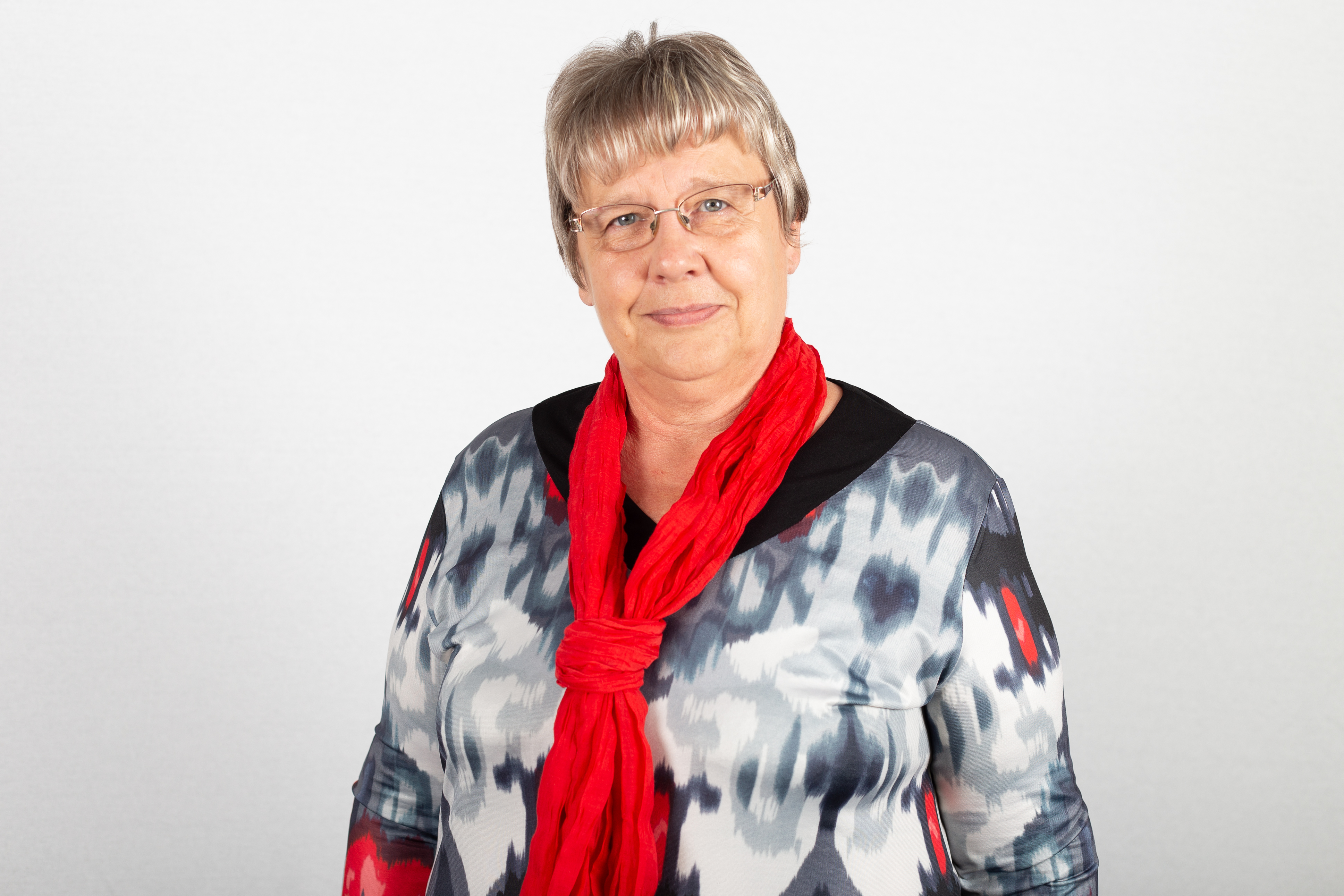
Monika Hohmann 2018

Monika Hohmann (* 12. November 1959 in Gatersleben) ist eine deutsche Politikerin (PDS, Die Linke). Sie ist seit 2011 Mitglied im Landtag von Sachsen-Anhalt.

## Ausbildung und Leben
Monika Hohmann besuchte bis 1976 die POS „Erich Weinert“ in Gatersleben und bis 1980 das Institut für Lehrerbildung in Quedlinburg, wo sie als „Lehrer für die unteren Klassen“ in den Fächern Deutsch, Mathematik und Sport ausgebildet wurde. Von 1980 bis 1982 arbeitete sie als Lehrerin für die unteren Klassen in Wittenberg und von 1982 bis 2003 an der Schule für Lernbehinderte in Wedderstedt. Im Jahr 2003 erwarb sie an der Otto-von-Guericke-Universität Magdeburg die Unterrichtserlaubnis Physik an Förderschulen und an der Fachhochschule Merseburg die Unterrichtserlaubnis Chemie an Förderschulen. Von 2003 bis zum 7. April 2011 arbeitete sie als Lehrerin an der Förderschule für Lernbehinderte in Wienrode.
Monika Hohmann ist verheiratet und hat drei Kinder.

## Politik
Monika Hohmann trat 2003 in die PDS ein, die 2007 in der Partei Die Linke aufging. Seit 2007 gehört sie dem Kreisvorstand Harz und seit 2009 dem Landesvorstand ihrer Partei an.
Im Gemeinderat von Hedersleben hat sie seit 2004 ein Mandat inne und amtiert dort als Vorsitzende des Ausschusses für Soziales, Kultur, Jugend und Sport. Von 2007 bis 2014 war sie Mitglied des Kreistages Harz und dort stellvertretende Fraktionsvorsitzende.
Bei der Landtagswahl in Sachsen-Anhalt 2011 kandidierte Hohmann erstmals im Landtagswahlkreis Quedlinburg und auf der Landesliste der Partei Die Linke. Sie verfehlte das Direktmandat bei 22,7 % der Erststimmen, zog jedoch über Platz 25 der Landesliste in den Landtag ein. Während der sechsten Wahlperiode war sie ordentliches Mitglied des Ausschusses für Arbeit und Soziales. Von August 2012 bis zum Ende der Wahlperiode war sie außerdem ordentliches Mitglied des Petitionsausschusses sowie Schriftführerin des Landtages.
Bei der Landtagswahl in Sachsen-Anhalt 2016 verfehlte Hohmann das Direktmandat im Wahlkreis Quedlinburg bei 15,6 % der Erststimmen, zog jedoch über Platz 15 der Landesliste ihrer Partei erneut in den Landtag ein. Während der siebten Wahlperiode war sie erneut ordentliches Mitglied des Petitionsausschusses sowie bis November 2017 außerdem ordentliches Mitglied des Ausschusses für Arbeit und Soziales und seit November 2017 bis zum Ende der Wahlperiode als Nachfolgerin ihres Parteigenossen Thomas Lippmann Vorsitzende des Ausschusses für Bildung und Kultur.
Bei der Landtagswahl in Sachsen-Anhalt 2021 konnte Hohmann das Direktmandat im Wahlkreis Quedlinburg bei 12,4 % der Erststimmen erneut nicht gewinnen, zog aber über Platz 11 der Landesliste ihrer Partei wieder in den Landtag ein.